# Nhà thụ động

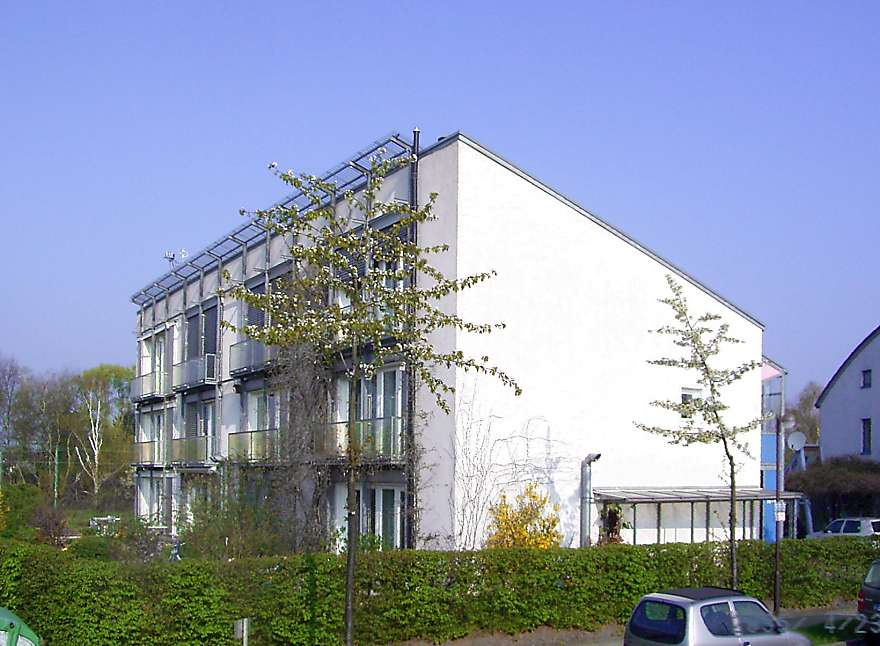
Một trong những căn nhà thụ động đầu tiên từ năm 1990 tại Darmstadt, Đức.

Nhà thụ động (tiếng Anh: passive house; tiếng Đức: Passivhaus) mang nghĩa liên quan đến tiêu chuẩn Passivhaus - tiêu chuẩn gắt gao về tính chủ động - quy định hiệu quả năng lượng trong các tòa nhà nhằm giảm thiểu tác động sinh thái của công trình lên môi trường. Tiêu chuẩn này đưa đến sự ra đời của những tòa nhà sử dụng năng lượng cực thấp để giữ ấm hoặc làm mát không gian bên trong. MINERGIE-P cũng là một tiêu chuẩn tương tự được áp dụng ở Thụy Sĩ. Các tiêu chuẩn không chỉ giới hạn ở tính chất dân dụng của công trình. Đã có một số cao ốc văn phòng, trường học, nhà trẻ và một siêu thị cũng được xây dựng theo bản thiết kế dựa trên tiêu chuẩn. Thiết kế thụ động không phải là phần đi kèm hay phần bổ sung vào thiết kế kiến trúc, mà là một quá trình thiết kế tích hợp với thiết kế kiến trúc. Mặc dù chủ yếu được áp dụng vào các tòa nhà mới, thiết kế thụ động cũng đã được sử dụng để cải tạo lại công trình cũ.
Vào cuối năm 2008, ước tính số lượng nhà thụ động trên khắp thế giới dao động từ 15.000 đến 20.000.
Vào tháng 8 năm 2010, đã có khoảng 25.000 công trình có thiết kế đạt tiêu chuẩn nhà thụ động ở khắp châu Âu, trong khi tại Hoa Kỳ có chỉ có 13, với hơn vài chục công trình đang được xây dựng. Phần lớn công trình thụ động đều được xây dựng ở những quốc gia nói tiếng Đức và Scandinavia.